# Cornelius (Oregon)
Cornelius è una città degli Stati Uniti, situata in Oregon, nella contea di Washington.